# Pterocles
Pterocles is een geslacht van vogels uit de familie van de zandhoenders (Pteroclididae). De wetenschappelijke naam van het geslacht is voor het eerst geldig gepubliceerd in 1815 door Temminck.

## Soorten
De volgende 14 soorten zijn bij het geslacht ingedeeld:
- Pterocles alchata – Witbuikzandhoen
- Pterocles bicinctus – Dubbelbandzandhoen
- Pterocles burchelli – Bont zandhoen
- Pterocles coronatus – Kroonzandhoen
- Pterocles decoratus – Maskerzandhoen
- Pterocles exustus – Roodbuikzandhoen
- Pterocles gutturalis – Geelkeelzandhoen
- Pterocles indicus – Indisch zandhoen
- Pterocles lichtensteinii – Lichtensteins zandhoen
- Pterocles namaqua – Namaqua-zandhoen
- Pterocles orientalis – Zwartbuikzandhoen
- Pterocles personatus – Madagaskarzandhoen
- Pterocles quadricinctus – Vierbandzandhoen
- Pterocles senegallus – Sahelzandhoen